# Refugio de Respomuso
El refugio de Respomuso está situado junto al ibón del mismo nombre, situado en el valle de Tena, en el circo de Piedrafita, a 2220 m de altitud. 
Administrativamente está situado dentro del término municipal de Sallent de Gállego, en la comarca del Alto Gállego, en la  provincia de Huesca, en la comunidad autónoma de Aragón (España).
Es un refugio de montaña guardado todo el año con 105 plazas en litera y litera corrida. Dispone de agua corriente, duchas y lavabos, agua caliente, servicio de bar y comedor, mantas, calefacción, chimenea, lugar para cocinar, taquillas, guardaesquís, calzado de descanso y aula de audiovisuales. También ofrece teléfono y sistema de telecomunicaciones para socorro.

## Actividades
Es un punto de partida para muchos excursionistas, para practicar el senderismo por el GR 11, sendero Ibones de Arriel y Circo de Piedrafita, travesías al refugio de Wallon y al Balneario de Panticosa (GR-11), ascensiones al Balaitús, Frondelles, Tebarray, Gran Facha, Infiernos (Central, Occidental, Oriental), Cristales, Cambales, Llena Cantal, así como itinerarios de esquí de montaña, escaladas en alta montaña y en hielo.